# Thomas Peter Fößel
Thomas Peter Fößel (* 29. Juli 1968 in Wittlich) ist ein deutscher römisch-katholischer Fundamentaltheologe und Hochschullehrer.

## Leben
Nach dem Abitur am altsprachlichen Regino-Gymnasium Prüm 1988 leistete Fößel seinen Grundwehrdienst und begann anschließend das Studium der katholischen Theologie, das ihn an die Universitäten Münster, Bonn und Wien führte. Während seines Studiums war er studentische bzw. wissenschaftliche Hilfskraft am Seminar für Dogmatik und theologische Propädeutik  an der Katholisch-Theologischen Fakultät der Universität Bonn. Nach dem Abschluss des Studiums in Bonn arbeitete er als wissenschaftlicher Angestellter am Institut für systematische Theologie  der RWTH Aachen. 1998 wechselte er an das Fundamentaltheologische Seminar der Universität Bonn, wo er bis heute als wissenschaftlicher Assistent und akademischer Oberrat und Fachstudienberater für Katholische Theologie tätig ist. Zugleich ist er stellvertretender Studienleiter (ehrenamtlich) und Dozent für Fundamentaltheologie am überdiözesanen Seminar zur Priesterausbildung St. Lambert in Lantershofen, engagiert sich im „Würzburger Fernkurs“ und übt eine rege Vortragstätigkeit aus.
Im  Jahr 2004 wurde er mit einer Arbeit zu „Gott – Begriff und Geheimnis. Hansjürgen Verweyens Fundamentaltheologie und die ihr inhärente Kritik an der Philosophie und Theologie Karl Rahners“ an der Rheinischen Friedrich-Wilhelms Universität Bonn zum Dr. theol. promoviert. In seiner Promotionsschrift setzt er sich kritisch mit einer erstphilosophischen Glaubensbegründung auseinander und profiliert den transzendentaltheologischen Ansatz Rahners gegenüber den Anfragen Verweyens.
2015 habilitierte er sich mit einer Arbeit unter dem Titel „Offenbare Auferstehung – Eine Studie zur Auferstehung Jesu Christi in offenbarungstheologischer Perspektive“ an der Paris-Lodron Universität Salzburg. Seit 2016 verfügt er über die „venia docendi“ für Fundamentaltheologie der Universität Salzburg.
Thomas Fößel ist verheiratet und Vater zweier Kinder. Er lebt in Bad Neuenahr und ist Pfarrgemeinderatsvorsitzender der dortigen Rosenkranzpfarrei.

## Wissenschaftliche Schwerpunkte
Seine wissenschaftlich-theologischen Schwerpunkte liegen in der Auferstehungstheologie nach dem „culture turn“, der Offenbarungstheologie in der postchristlichen Spätmoderne, einer theologischen Erkenntnis- und Sprachtheorie in ökumenischer Perspektive und einer produktiv-kritischen Fortschreibung der Theologie Karl Rahners. Zuletzt entwickelte er den Entwurf einer christlich-theologischen Glaubenskompetenz im Horizont kultureller und interreligiöser Pluralität mit dem Ziel, die individuelle und gesellschaftliche Relevanz eines christlichen Wirklichkeitsverständnis performativ auszuweisen. Er begleitet und unterstützt zudem den Synodalen Prozess des Bistums Trier in wissenschaftlicher Perspektive sowie den Pastoralen Zukunftsweg des Erzbistum Köln.

## Monographien
- lkGott – Begriff und Geheimnis. Hansjürgen Verweyens Fundamentaltheologie und die ihr inhärente Kritik an der Philosophie und Theologie Karl Rahners (= Innsbrucker theologische Studien 70). Innsbruck/ Wien 2004, 1024 S.
- Offenbare Auferstehung – Eine Studie zur Auferstehung Jesu Christi in offenbarungstheologischer Perspektive. Paderborn 2017, 659 S.
- Auferstehungsglaube: Kompetenz, Performanz, Relevanz und Glaubwürdigkeit – ein fundamentaltheologischer Versuch. Bonn 2017, 44 S.  hdl:20.500.11811/990
- Jesus, der Christus. Fundamentaltheologische Zugänge zum Ursprung und Grund des christlichen Glaubens. Bonn 2017, 395 S. hdl:20.500.11811/993
- Karl Rahner – Grundlegende Aspekte und Dimensionen einer großen Theologie. Einführung, Darstellung. Weiterführung. I. Teil: Die theoanthropologische Grundlegung in Offenbarung und Selbstmitteilung. Bonn 2017, 157 S. hdl:20.500.11811/1010
- Karl Rahner – Grundlegende Aspekte und Dimensionen einer großen Theologie. Einführung, Darstellung. Weiterführung. II. Teil: Glaubensverantwortung im Heute: die transzendentale Methode. Bonn 2018, 101 S. hdl:20.500.11811/1177

## Herausgebertätigkeit
- Heino Sonnenmans / Thomas Fößel,  Hgg., Faszination Gott. Hans Waldenfels zum 70. Geburtstag. Paderborn 2002.
- Thomas Fößel / Gregor Maria Hoff, Hgg., Die vergessenen Fragen. Theologische Erinnerungsmuster. Münster 2007.